# Kocherburg
Die Kocherburg, auch Kochenburg genannt, ist die Ruine einer Höhenburg beim Stadtteil Unterkochen der Stadt Aalen im Ostalbkreis in Baden-Württemberg.

## Geografische Lage
Die Ruine der Spornburg liegt etwa einen halben Kilometer östlich des Ortsrandes von Unterkochen an der Westspitze einer Schlossbaufeld genannten, großflächigen Hochfläche des Härtsfelds auf etwa 572,3 m ü. NN zwischen den Quellklingen des Weißen Kochers und seines linken Zuflusses, des Häselbachs. Die Burg liegt etwa 80 Meter über dem Häselbach-Stadion zu seinen Füßen. Etwa 700 bis 800 Meter weiter östlich queren Abschnittswälle aus der Bronze- und der Hallstattzeit den Ansatz des nach Westen merklich einfallenden, etwa 0,3 km² großen Schlossbaufeldes kurz vor einer größeren Geländestufe zur Härtsfeld-Hochebene.

## Geschichte
Die Kocherburg wurde im 11. Jahrhundert in eine prähistorische Befestigungsanlage eingebaut. 1136 werden erstmals die Herren von Kochen erwähnt, die wohl auf der Kocherburg saßen. Diese waren möglicherweise Ministerialen der Grafen von Dillingen oder des Klosters Ellwangen.
Die Burg gehörte spätestens seit dem 13. Jahrhundert als Verwaltungssitz für den Raum des oberen Kochers dem Kloster. Um 1280 fiel die Burg in einer kriegerischen Auseinandersetzung zwischen dem Kloster und der Grafschaft Oettingen an die Grafschaft. Die Grafen setzten das bis dahin ellwangische und nun oettingische Ministerialengeschlecht der Ahelfinger als Amtsmänner auf die Burg. Im Jahr 1300 forderte der Abt von Ellwangen die Rückgabe der Burg.
1317 wird die Burg in einer Urkunde, in der Konrad von Ahelfingen mit dem Abtei Ellwangen seinen Besitz in Unterkochen gegen die Burg Hoheneybach tauschte, als Castrum Kochenburch bezeichnet. Die Burg war fortan Sitz des Vogts des ellwangischen Amts Kochenburg.
1397 bewohnte der Ellwanger Abt Albrecht Hack von Wöllstein die Burg. 1461 wurde sie Ruhesitz von Fürstpropst Johann von Hürnheim.

Wappen der Herren von Kochen, heute Wappen des Ortes Unterkochen

1627–1632 ließ Fürstpropst Johann Jakob Blarer von Wartensee mit einem Kostenaufwand von 8034 Gulden die baufälligen Gebäude abbrechen und durch ein Schloss ersetzen. Baumeister war Hans Alberthal. Erhalten sind Baupläne von 1627 für den Bau eines dreiflügeligen Renaissanceschlosses, die aber nach den Grabungsbefunden auf dem dafür zu schmalen Bergsporn nicht zur Ausführung kamen.
Im Zuge des Dreißigjährigen Kriegs zerstörten die Schweden 1645 das wenige Jahre zuvor fertiggestellte neue Schloss vollständig. 1649 wurde Steinmaterial zum Bau eines neuen Amtshauses und 1764 zum Bau der neuen Pfarrkirche in Unterkochen entnommen. 1813 wurde das Schlossbaufeld aufgeforstet, seitdem ist die Ruine in einem dichten Buchenwald versteckt.
1913 ließ der damalige Albvereinsvorsitzende und Papierfabrikant Adolf Palm (1846–1925) Untersuchungen an der Burg durchführen. Die ersten Nachgrabungen fanden unter der Leitung des Burgenmalers und -forschers Konrad Albert Koch (1869–1945) statt und legten einen Teil des Mauerwerks frei. Dabei entstand eine von Koch gezeichnete Grundrissskizze und eine mögliche Ansicht der Kocherburg.  Bei späteren Grabungen 1914 im Auftrag des Geschichts- und Altertumsvereins Ellwangen wurden ein Gewölbekeller sowie die angrenzenden Bereiche des Fluchtgangs und Wehrraums freigelegt.
2007 wurde die Initiative Ruine Kocherburg im Geschichtsverein Aalen e. V. (INKO) als Ausschuss des Geschichtsvereins Aalen e. V. gegründet. 2008 legte man nach Sicherungsarbeiten einen 12 Meter langen, gut erhaltenen Teil der Schildmauer im Südosten der Ruine frei. Die Mauer wurde mit Bohrungen versehen und mit Zement ausgepresst, um das Eindringen von Wasser zu verhindern, anschließend wurde das Mauerwerk sandgestrahlt. 2015 wurde die Südmauer gesichert.
2010 erfolgte eine Archäologische Bestandsaufnahme der Ruine durch den Archäologen Tilmann Marstaller. Die Initiative legte weitere Wege an und machte weitere Mauern sichtbar. Mitarbeiter der Hochschule für Technik in Stuttgart entwarfen unter Einbeziehung des topographischen Umfelds der Burg ein plastisches 3-D-Modell der Kocherburg und produzierten einen 3-D Animationsfilm. Die Initiative Ruine Kocherburg beschäftigt sich weiterhin mit der Instandhaltung der Burganlage und bereitet weitere Sanierungsarbeiten an der Burg vor.
2023 erhielt die Initiative Kocherburg eine der vom Deutschen Nationalkomitee für Denkmalschutz jährlich verliehenen Silbernen Halbkugeln.
Heute ist die ehemalige Burganlage ein archäologisches Kulturdenkmal, das einen archäologischen Rundgang durch und um das Burgareal bietet.

## Anlage
Drei Anlagen können bei der Entwicklung der Kocherburg unterschieden werden:
- Die mittelalterliche Burg, die möglicherweise bereits im 11. Jahrhundert entstand und um 1200 in Buckelquaderbauweise erneuert wurde.
- Der Ausbau als Sitz des ellwangischen Obervogts im 14. Jahrhundert.
- Der völlige Neubau von 1627 bis 1632 als Renaissanceschloss.

Der aus dem Fels gebrochene Halsgraben, durch den heute ein Forstweg verläuft, sowie die teilweise noch erhaltene Schildmauer sicherten die Anlage von der Bergseite im Osten. Mittelpunkt war ein drei- oder vierflügeliger Gebäudekomplex um einen Lichthof auf einem Plateau in einer Höhe von etwa 560 m ü. NHN. Buckelquader sind an der in voller Länge erhaltenen Südmauer und auch im Innenbereich, teilweise in Wiederverwendung, zu sehen. Im Westen grenzte eine tiefer gelegene Vorburg an das Schloss. Von Nordwesten führte der Burgweg aus dem Tal in den Hof der Vorburg und vorbei an einem Rundturm durch das heute noch erkennbare innere Tor in die Kernanlage mit Hof und Zwinger.

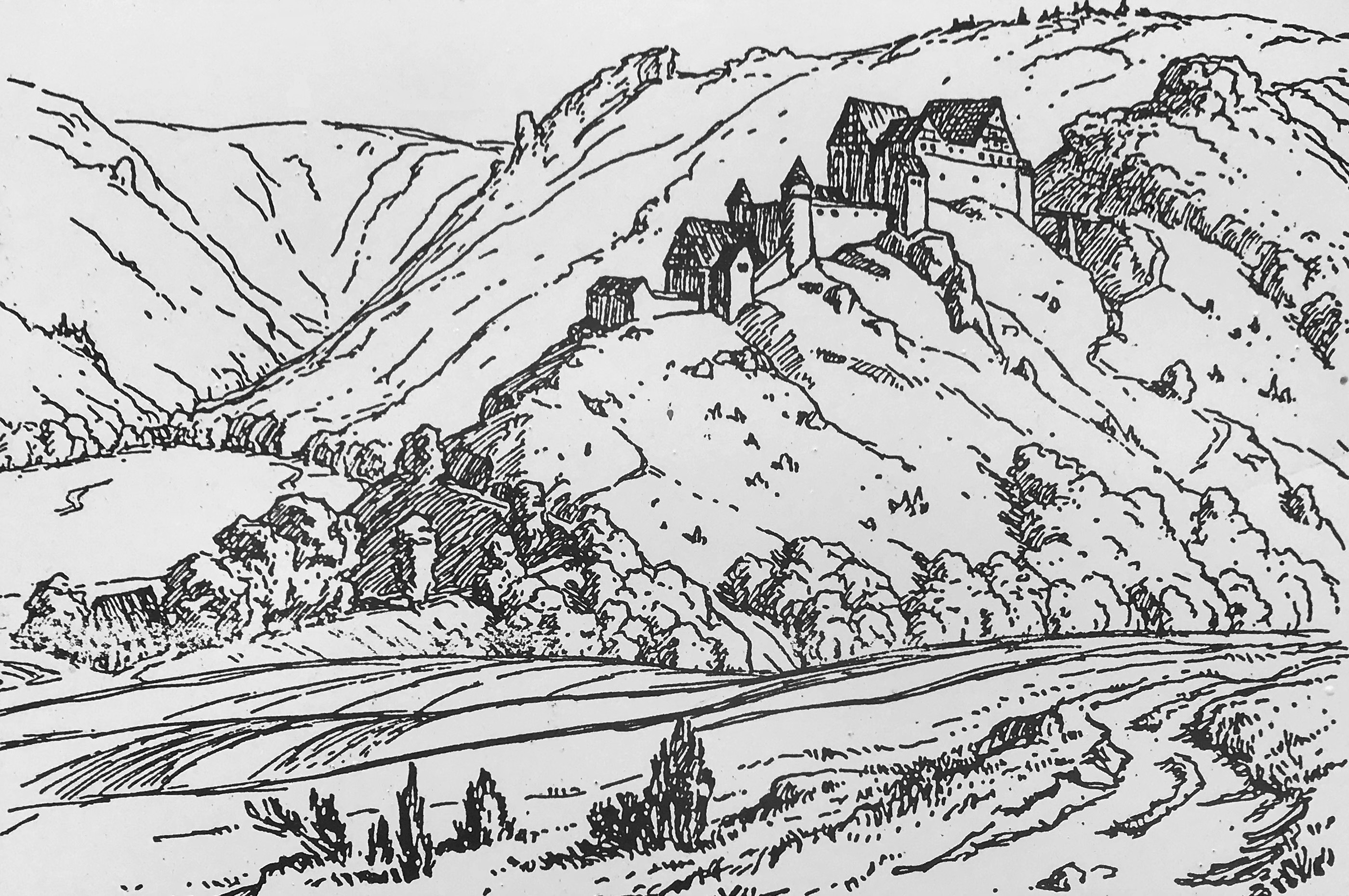
Versuch einer Rekonstruktion von Konrad Albert Koch auf Basis der Befunde von 1913
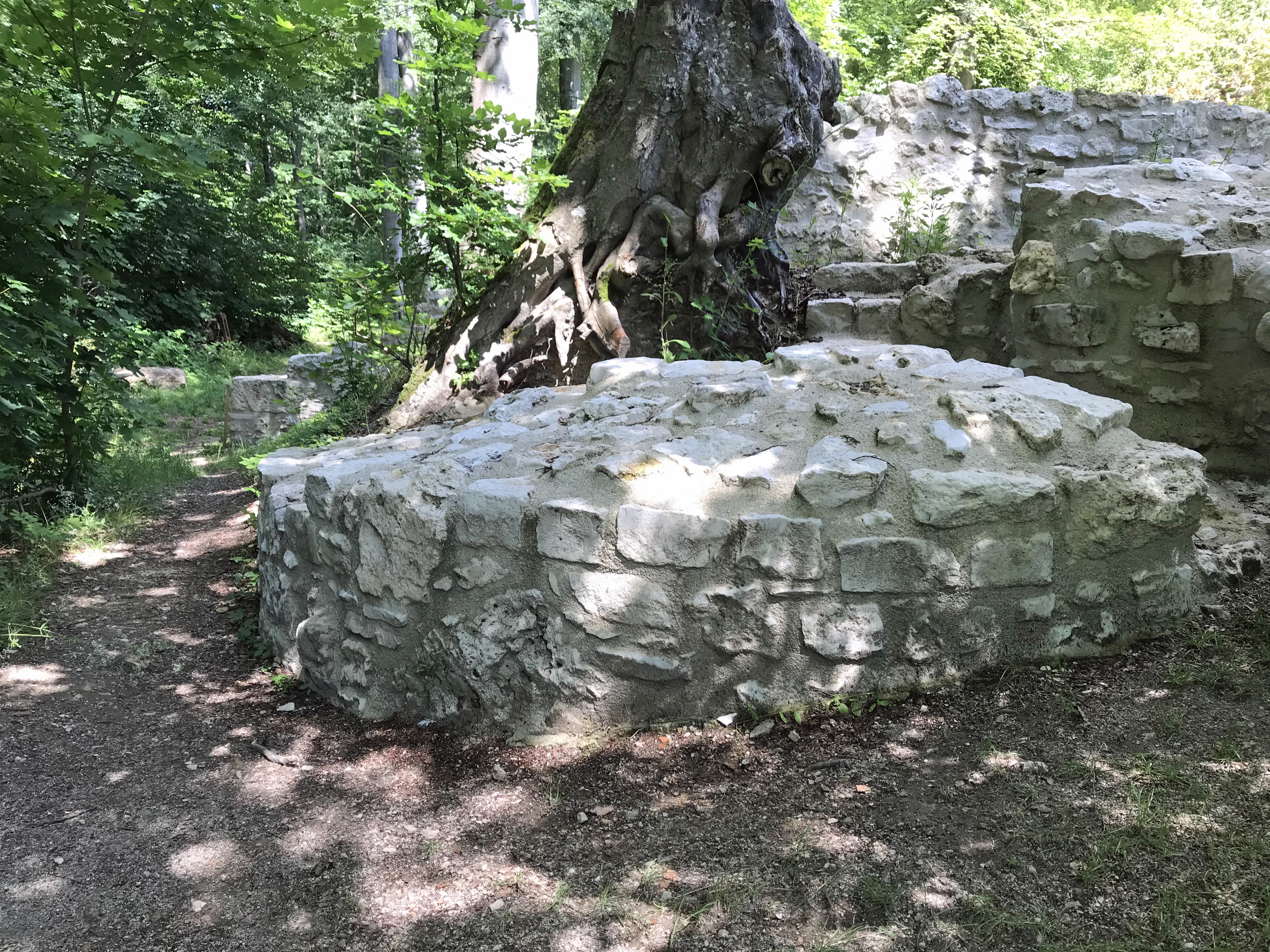
Reste des Turms im Westen
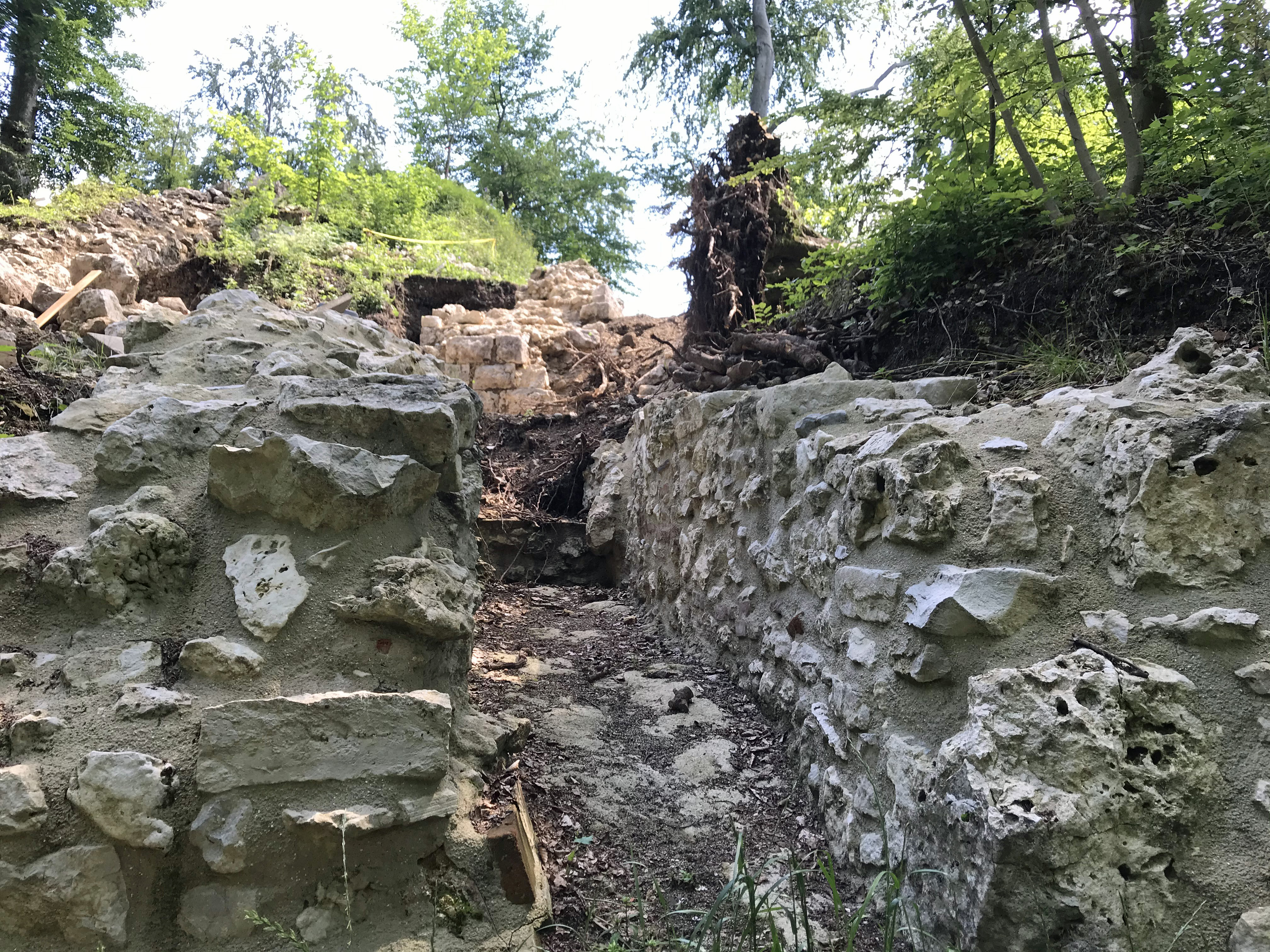
Durchgang vom Zwinger im Norden aus in das Innere der Anlage
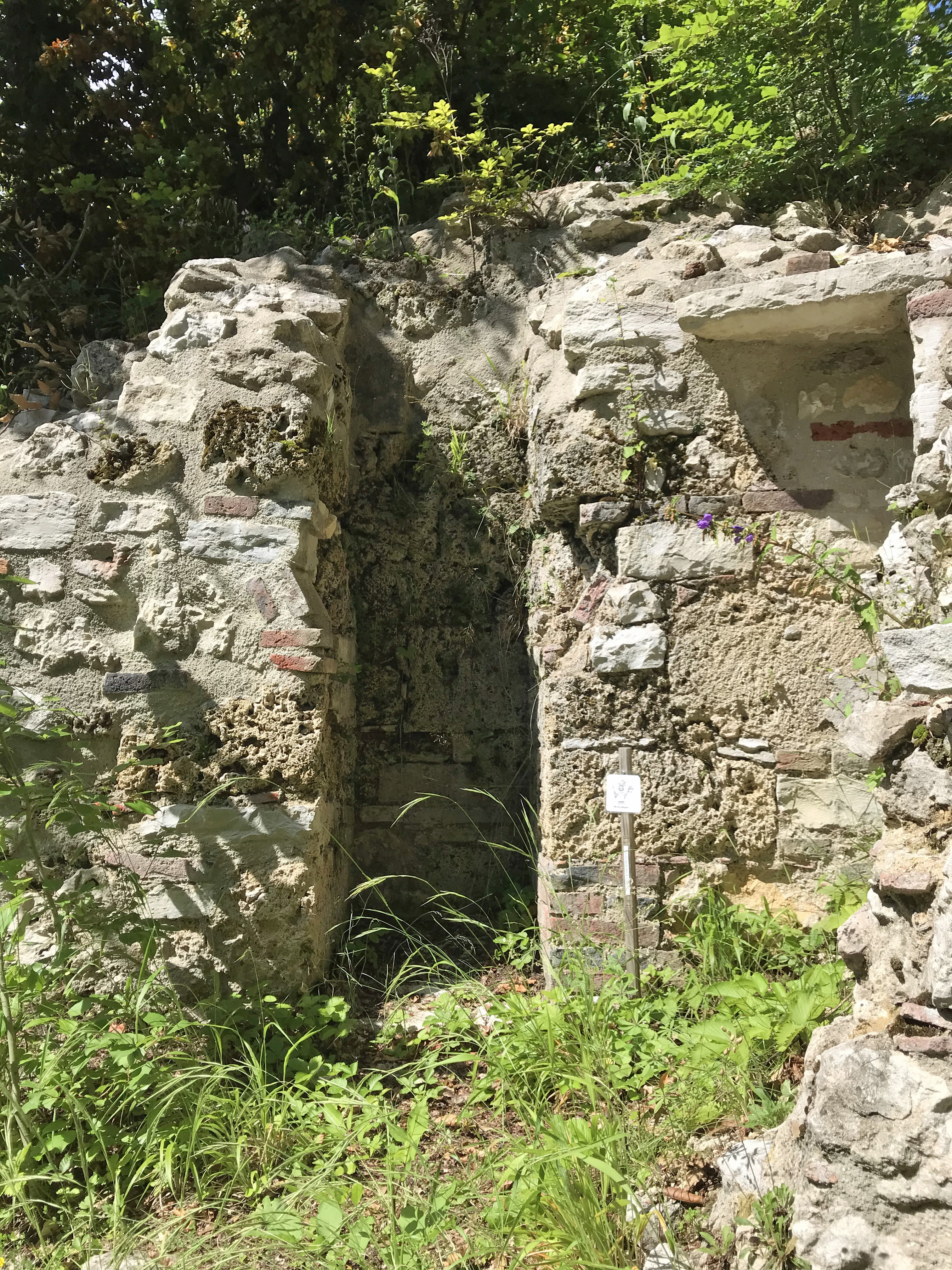
Abortschacht außen an der Südmauer
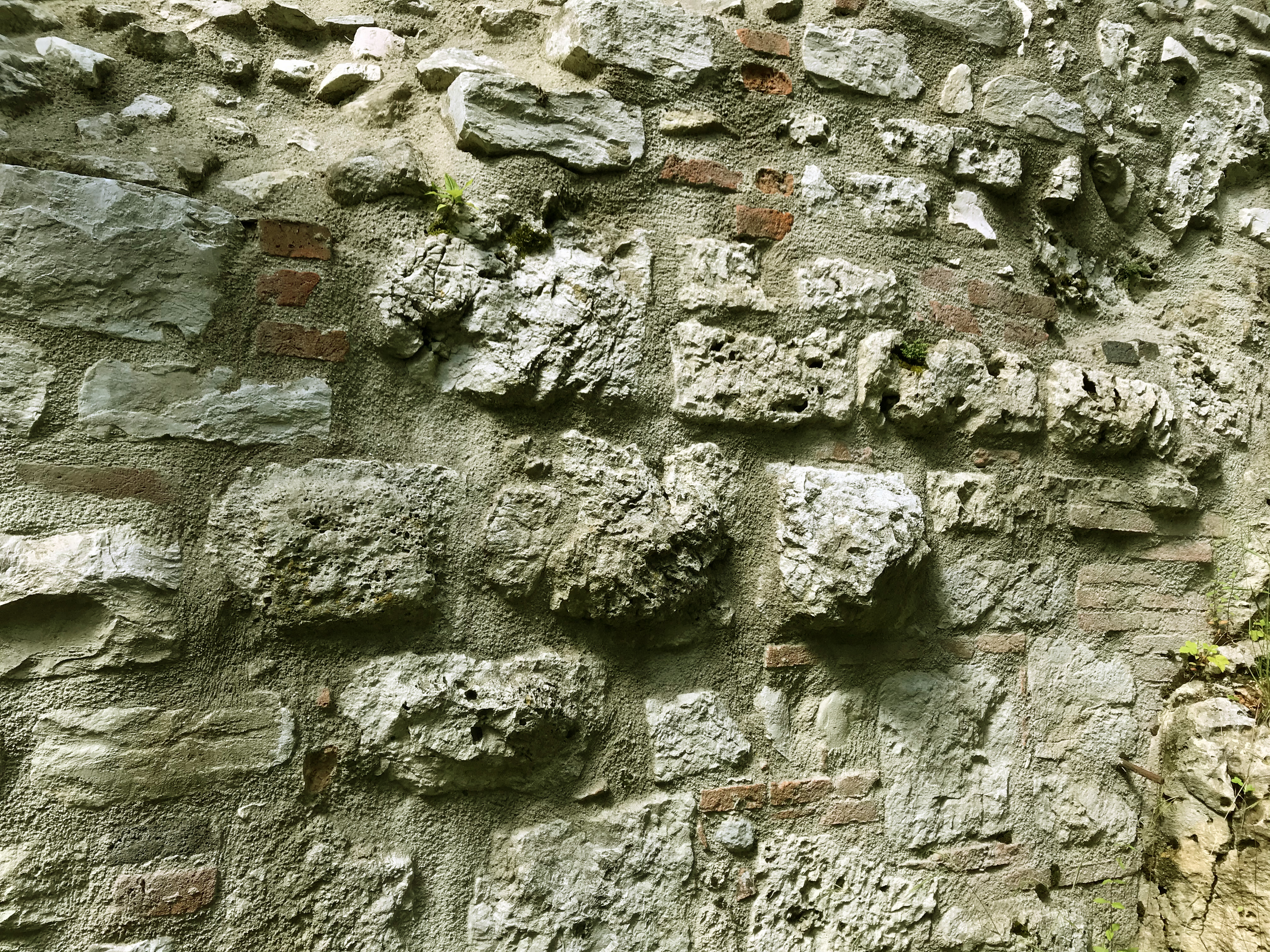
Buckelquader an der Südmauer
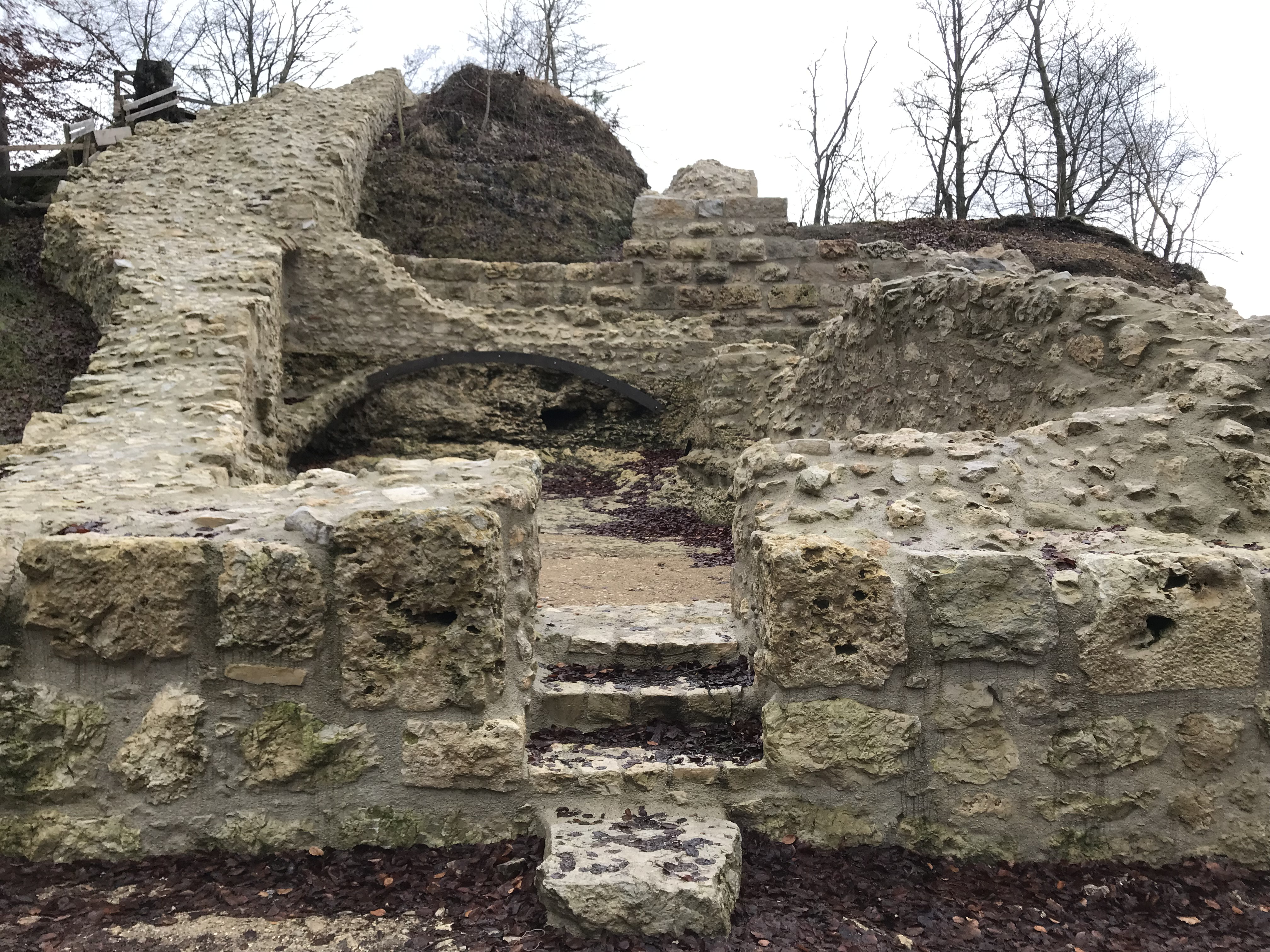
Keller im Nordosten, 2021 freigelegt

## Sonstiges
Die Kocherburgschule in Unterkochen, eine Gemeinschaftsschule der Friedensschule Unterkochen (Grund- und Hauptschule mit Werkrealschule) und der Kocherburg-Realschule, ist nach der Kocherburg benannt.